# Choszczak
Choszczak – kolonia w Polsce, położona w województwie mazowieckim, w powiecie mińskim, w gminie Dębe Wielkie.
W latach 1975–1998 Choszczak administracyjnie należał do województwa siedleckiego.
Przed 2023 r. miejscowość była częścią wsi Bykowizna.